# Il tempo e la storia

Il tempo e la storia (Le temps et l'histoire) est une émission télévisée ayant l'histoire pour thème produite par la chaîne télévisée italienne Rai Cultura du lundi au vendredi sur Rai 3 à 13h10 et reprise sur Rai Storia à 20h45. Elle a été diffusée de 2013 à 2017. Chaque épisode constituait une monographie sur des personnages, des événements, des concepts de l'histoire universelle. 
Depuis le 9 octobre 2017, la transmission s'est transformée en Passato e presente, dirigée par Paolo Mieli de format similaire qui prévoit néanmoins une interaction en studio, ainsi qu'entre Mieli et l'invité de l'épisode, également avec trois jeunes historiens.

## Format
Un historien présent dans le studio, interviewé par le présentateur, explore le thème de l'épisode, entrecoupant ses interventions de la transmission de films, d'interviews ou de photographies. La rigueur de la recherche historique se concilie avec un langage télévisuel largement accessible. Chaque épisode se termine par l'invitation de l'animateur à l'historien d'offrir aux téléspectateurs « un livre, un lieu, un film ». L'émission s'appuie sur un comité scientifique de quatorze universitaires: parmi les historiens les plus présents, l'on peut citer Alessandro Barbero, Lucio Villari, Emilio Gentile, Alberto Melloni, Giovanni De Luna, Mauro Canali, Ernesto Galli della Loggia, Francesco Perfetti, Franco Cardini, Giovanni Sabbatucci, Gilles Pécout, Silvia Salvatici et Agostino Giovagnoli.
L'émission s'inspire de L'approdo, émission culturelle historique de la Rai dans les années 1960.

## Histoire
Les trois premières saisons de l'émission sont dirigées en studio par Massimo Bernardini, qui adopte dans son dialogue avec l'historien une approche volontairement ingénue. 
Après plus de 400 épisodes, la direction est passée à Michela Ponzani, historienne déjà invitée de Bernardini,, avec quelques variantes (nouveau sigle pour remplacer la version abrégée de la chanson C'è tempo par Ivano Fossati, nouvelle scénographie, canapé de conversation remplacé par un bureau, entraînant des choix de mise en scène différents, durée de l'épisode plus courte).

## Crédits
Il tempo e la storia est écrit par Alessandra Bisegna, Giorgio Cappozzo, Francesco Cirafici et Cristoforo Gorno. 
Parmi les auteurs figurent Massimo Gamba, Michela Guberti, Roberto Fagiolo, Pierluigi Tiriticco, Fabio Bottiglione, Cosimo Calamini, Leonardo Campus, Giancarlo Di Giovine, Caterina Intelisano, Sabrina Sgueglia della Marra, Flavia Ruggeri, Arnaldo Donnini et Giancarlo Mancini.

## liens externes
- (it) Scheda del programma sur le site de la Rai Storia.
- (it) Archives des émissions sur le site de la Rai Storia.
- (it) Archivio delle puntate trasmesse (conduzione Ponzani) sur Rai Play.